# Пилипенки (Великобагачанский район)
Пилипенки (укр. Пилипенки) — село, Великобагачанский поселковый совет, Великобагачанский район, Полтавская область, Украина.
Код КОАТУУ — 5320255108. Население по переписи 2001 года составляло 68 человек.

## Географическое положение
Село Пилипенки находится на правом берегу реки Псёл, выше по течению примыкает село Шепели, ниже по течению на расстоянии в 1 км расположено село Дзюбовщина. Рядом проходит автомобильная дорога Т-1719.